# Tour of Hangzhou
Die Tour of Hangzhou (dt. Hangzhou-Rundfahrt) war ein geplantes chinesisches Straßenradrennen, welches in der Umgebung der Stadt Hangzhou hätte veranstaltet werden sollen.
Das Etappenrennen sollte erstmals im Oktober 2012 über fünf Teilstücke ausgetragen werden und den Abschluss der UCI World Tour 2012 bilden. Damit wäre das Rennen neben der Tour of Beijing das einzige asiatische Rennen der höchsten Kategorie gewesen. Auch für die drei folgenden Jahr wurde das Rennen mit einer entsprechenden World-Tour-Lizenz ausgestattet. Das Rennen wurde aber von der UCI abgesagt, da die Standards eines WorldTour-Rennens 2012 noch nicht eingehalten werden konnten.
Nachdem das Rennen dann vom 9. bis 13. Oktober als neues Etappenrennen der UCI World Tour 2013 stattfinden sollte, wurde es auch im Jahr 2013 durch die UCI im Februar 2013 aus dem Kalender gestrichen.